# Nistorești, Gorj
Nistorești este un sat în comuna Alimpești din județul Gorj, Oltenia, România.

## Vezi și
- Biserica de lemn din Nistorești, Gorj

 Acest articol despre o localitate din județul Gorj este deocamdată un ciot. Puteți ajuta Wikipedia prin completarea lui.